# Thurah
Slægten de Thurah er en dansk  brevadelsslægt, der stadig findes. Slægten Thura blev adlet de Thurah, da generalbygmester Laurids de Thurah og kommandørkaptajn, fabrikmester Diderich de Thurah 14. oktober 1740 blev optaget i adelstanden. Det er en slægt, der har fostret mange søofficerer og præster. Førstnævnte fik ikke overlevende børn og sidstnævnte kun kvindeligt afkom, så den nuværende slægt nedstammer fra kommandør og ekvipagemester Christian Henrik de Thurah, til hvem adelsskabet blev overført 22. april 1773. Han var søn af Albert Thura, der var Laurids de Thurahs ældste broder.
Præste- og søofficersslægten (de) Thurah føres tilbage til bonde i Vendsyssel Morten Ibsen, hvis søn, sognepræst i Nakskov, provst, magister Laurids Mortensen Vedsted (1614-1674) ægtede Margrethe Lauridsdatter Thura (1632-1695), hvis fader sognepræst i Nykøbing Falster, provst Laurids Pedersen Thura (1598-1655) var søn af barber (kirurg) i Skælskør Peder Lauridsen Holst. Magister Laurids Mortensen Vedsted var fader til biskop i Ribe Laurids Lauridsen Thura (1657-1731), hvis sønner var sognepræst i Lejrskov og Jordrup magister Albert Thura (1700-1740) samt kommandørkaptajn, fabrikmester Diderich de Thurah (1704-1788) og generalbygmester, generalmajor Laurids Lauridsen de Thurah (1706-1759), der begge blev adlede 1740, men ikke efterlod mandligt afkom; L.L. de Thurah var fader til Mette Benzon de Thurah (1745-1807), der i ægteskab med kommandørkaptajn, indrulleringschef og overlods Poul Casparsen Kruse (1730-1809) havde sønnen, forfatteren Lauritz Kruse (1778-1839).
Magister Albert Thura var fader til sognepræst i Hvidbjerg og Lyngs Laurids Albertsen Thura (1727-1781) og til kommandør, ekvipagemester Christian Henrik de Thurah (1729-1812), der 1773 optoges i adelstanden, og af hvis sønner skal nævnes kaptajn i Søetaten Albert de Thurah (1761-1801), der faldt i slaget på Reden, oberstløjtnant Herman de Thurah (1768-1832) — hvis datter Helene Elisabeth de Thurah (1797-1876) var gift med professor Georg Frederik Ursin (1797-1849) — kaptajn i Søetaten Lars de Thurah (1770-1827) og sognepræst i Tommerup og Brylle Christian Erik de Thurah (1794-1869); denne var fader til sognepræst i Hesselager Christian Henrik de Thurah (1830-1898) — hvis datter Anne Marie Cathrine de Thurah (1864-1938) var gift med forfatteren, proprietær Frederik Hjort (1863-1942) — og til forfatteren, seminarielærer, kaptajn Laurids de Thurah (1825-1875), hvis søn skibskonstruktør Christian Erik de Thurah (1858-?) var fader til Astrid Sofie Christine de Thurah (1891-?), enke efter ovennævnte proprietær Frederik Hjort.